# SS Cap Arcona (1927)

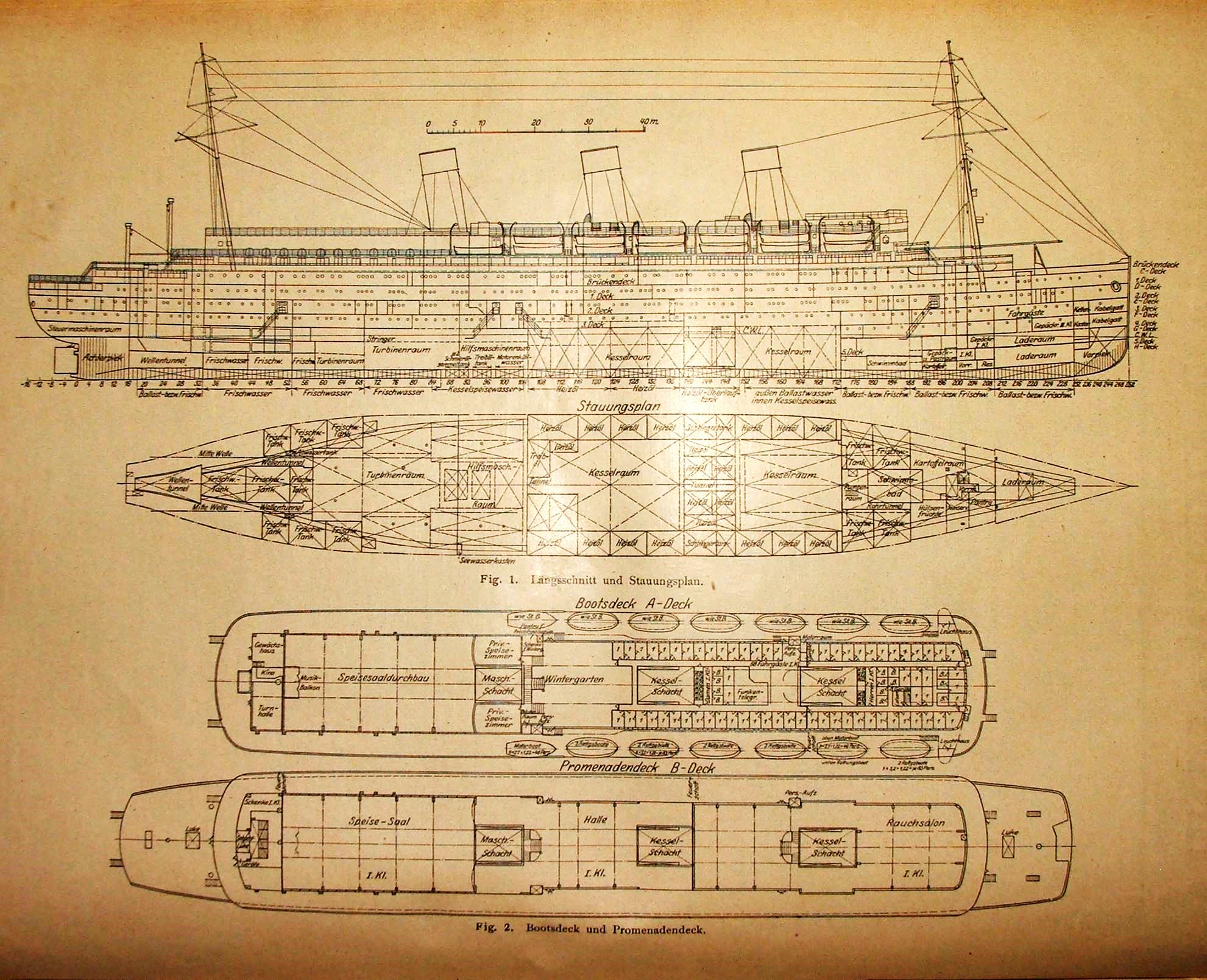
Plans de Cap Arcona

Cap Arcona és el nom d'un transatlàntic alemany de gran luxe. La seva història està lligada amb les tragèdies marítimes més grans de la Segona Guerra Mundial. Al final de la guerra, després de l'Operació Anníbal, els SS el van carregar de presoners del camp de concentració de Neuengamme en un intent d'amagar els seus crims davant les forces aliades que progressaven ràpidament, després d'un ordre de Karl Kaufmann. El 3 de maig del 1945, les forces britàniques van bombardejar el SS Cap Arcona i gairebé tots els 5.000 presoners van morir.

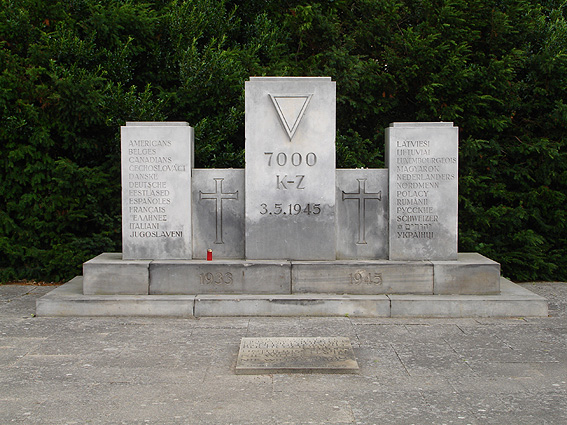
Monument als morts al Cap Arcona i el SS Thielbek a Neustadt in Holstein

 Les últimes restes del Cap Arcona es van enfonsar definitivament el 1949. Es van trobar les despulles de 7 000 presoners que van ser enterrats al cementeri de Lübeck.
El nom del vaixell prové del Kap Arkona, un cap de l'illa de Rügen.

## Història

### Orgull de la marina alemanya
Aquest vaixell de vapor ràpid pertanyia a la HSDG (Hamburg-Südamerikanische Dampfschifffahrts Gesellschaft), empresa de creuers d'Hamburg a l'Americà llatina. Construït per les drassanes Blohm & Voss d'Hamburg, el Cap Arcona va ser botat al mar el 14 de maig del 1927. Tenia una longitud de 206 metres, un tonatge de 27.500 tones amb buidatges profunds. Era considerat com un dels millors vaixells del seu temps. El seu nom, Cap Arcona, prové del Kap Arkona, accident geogràfic de l'illa alemanya de Rügen.
El vaixell va servir també de creuer de luxe i per a l'emigració, principalment fins a l'Amèrica del Sud. El 3 de desembre del 1928, a Rio de Janeiro, un hidroavió llevant l'elit intel·lectual brasilera, i encarregada de rebre Santos-Dumont qui estava a bord del Cap Arcona, va encallar a prop de la nau.

### Requisició per la Kriegsmarine
Després de la invasió de la Polònia, el vaixell va ser amarrat al port de Danzig (Gdansk), per servir d'allotjament flotant de la marina alemanya (Kriegsmarine).
Una pel·lícula alemanya de propaganda nazi, Titànic, va ser filmada en el vaixell el 1942-1943. El 1944, davant l'avanç de les tropes soviètiques, el vaixell va rebre la missió de transportar civils i soldats entre Danzig i Copenhaguen, però les seves turbines es van avariar durant la travessia. Va ser llavors remolcat a una drassana escandinau per fer reparar els seus motors, i va poder tornar a Alemanya. Quan va ancorar a la badia de Lübeck al mar Bàltic, el 14 d'abril del 1945, el Cap Arcona estava gairebé inservible. La Kriegsmarine va decidir, doncs, restituir-lo a la companyia marítima Hamburg-Süd.

### Presó flotant

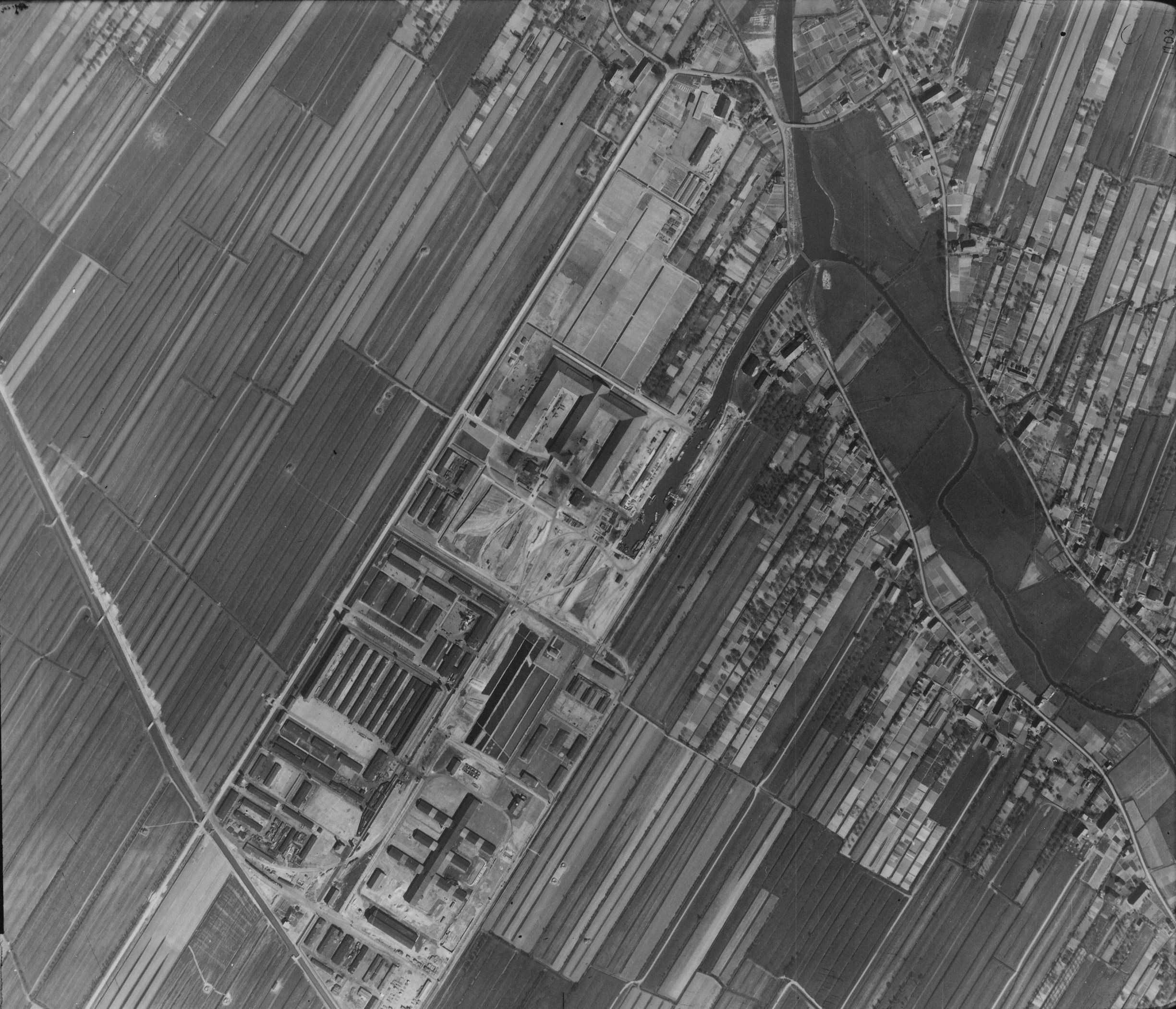
Vista aèria del camp per l'aviació britànica el 16 d'abril del 1945.

El mateix dia del 14 d'abril Heinrich Himmler va donar l'ordre de fer desaparèixer els deportats abans de l'arribada dels aliats.
El 4 de maig, els aliats alliberen el Camp de concentració de Neuengamme, buit, tot i que va rebre més de 106.000 deportats a partir del 1938. És el gauleiter, cap dels SS del districte d'Hamburg, Karl Kaufmann que va dirigir els deportats fins a Lübeck, on es trobava el Cap Arcona i tres vaixells més petits, el SS Thielbek i l'Athen així com el Deutschland.
El capita del Cap Arcona, Heinrich Bertram, i del Thielbek, John Jacobsen, van ser informats dels projectes nazi el 18 d'abril. Jacobsen va ser deposat del seu comandament el 19. Des del 20, comença l'embarcament sobre els vaixells de 11.000 deportats arribats a Lübeck entre el 19 i el 26 d'abril, malgrat les protestacions de la creu roja sueca.
L'oficial SS Gehrig ordena al capita del Athen, Fritz Nobmann, d'embarcar 2.300 deportats acompanyats de 280 SS i kapos i de transferir-los al Cap Arcona,
```
a 4 km de la costa. Nobmann es nega, però amenaçat de mort, executa l'ordre. Però el comandant Bertram es nega a fer el transbordament i el 
Athen
 s'ha de marxar al port. És només el 26, amb amenaces de mort que Bertran ha de complir l'ordre de transferir els presoners.
```

Amb el comandant SS Kirstein, les armilles salvavides són retirades, tot i que els bancs que poden servir de rai són emmagatzemats en els buixots, el que no deixa cap dubte sobre el projecte alemany d'enfonsar el vaixell amb els seus passatgers. En diversos viatges, fins al 30 d'abril, 6.500 deportats i 600 guàrdies són transferits al vaixell on viuen en condicions atroces.
El 3 de maig, mentre que els submarins alemanys es preparen per enfonsar el vaixell, tancs britànics entren en la ciutat, i un avió de reconeixement detecta els vaixells. Oficials britànics escolten l'informe terrible de la creu roja, i prometen actuar, però és massa tard per anul·lar un atac de la Royal Air Force.